# 御手洗富士夫
御手洗富士夫（日语：／ Mitarai Fujio，1935年9月23日—）是第6代佳能社長。第2屆日本經濟團體連合會會長。内閣府經濟財政諮問會議議員。東京都立小山台高等學校、中央大學法學部畢業。2006年5月，為首次有私立大學出身者任經團連會長。

## 生平
- 1935年：9月23日：大分縣出生。
- 1961年：3月：中央大學法學部法律學科畢業。同年4月、進入由叔父御手洗毅創立的佳能公司。
- 1979年：就任佳能USA社長。
- 1995年：原社長與創業者御手洗毅之子，御手洗肇死去。就任為社長（第6代）。
- 2006年：就任日本經團連會長。